# デッドゾーン (ゲーム)
『デッド・ゾーン』（DEAD ZONE）は、サンソフト（サン電子）が1986年11月20日に発売したファミリーコンピュータ ディスクシステムのアドベンチャーゲーム第一弾である。宇宙に浮かぶ開発中のスペースコロニーを舞台とするSFストーリーで、スティーヴン・キングの作品とは無関係である。キャラクターデザインはもりけん。

## ゲーム内容

### システム
コマンド式のアドベンチャーゲームであり、地下にある廃棄所から始まりフロアを1つ1つ登っていくようにストーリーが進む。メッセージ、コマンド表記は片仮名と英数字のみで、BGMはタイトルとミニゲームとエンディングを除いては存在せず、プレイ中の音声は殆どテキスト効果音のみである。コマンドで「キャリー」を選べばヒントを基本的にもらえるようになっていて、このコマンド選択時に音声合成でキャリーがしゃべる。カーク死亡によるゲームオーバーも存在しており、再開時には各フロアの最初からやり直す事になる。
中盤のフロアでは、同社のゲーム『いっき』（1985年）のボーナスステージをセルフパロディしたミニゲーム「でっどぞーん」が何の脈絡もなくいきなり始まる。キャリーを左右に動かして仙人が次々と投げるおにぎりをキャッチするアクションゲームで、おにぎりを全てキャッチしてクリアするまで延々と繰り返される。なお、おにぎりの落下位置は固定されている。
エンディングにはキャスト表記があり、カークはプレイヤー名、マリー、キャリー、ライオネックスはHVC-022と表記されている。

## ストーリー
宇宙暦0385年、地球人のほとんどが宇宙にあるスペースコロニーで生活しており、現在では太陽系の開発も既に終了、ワープ航法が一般的に使用できるようになりシリウス太陽系の開発が始まっていた。コロニーのチーフ技術者カークは、婚約者であるマリーと結婚式の予定を控えていた。だが、マリーがシリウス太陽系の新型コロニー「ライオネックス」計画のチーフ技術者に選ばれ、結婚式は延期せざるを得なかった。
そんなある時、マリーから「計画が順調で予定より1ヶ月短縮しそうなため、パーティーの準備をしてるので遊びに来て欲しい」と連絡が入った。向かったカークであったがコロニーに到着しても辺りは静まりかえっていた。そこにレーザーガンの光が走り、カークは気を失ってしまう。主人公・カークが廃棄所で目覚めるところから物語は始まる。

## 登場人物
カーク・マックレー（CARK）
本作の主人公。27歳。地球連邦の宇宙開発局に勤務している青年。木星第2大学出身で宇宙工学を学ぶ。得意分野は宇宙物理（かつて相対性理論と呼ばれていたもの）。
マリー・ブラント（MARY）
本作のヒロイン。26歳。カークの婚約者である。水星第7大学出身で電子工学を学ぶ。
キャリー（CARRY）
カークがチーフ技術者に選ばれた時にマリーにプレゼントした手製のロボット。名前の由来はカークの「思いつき」。5ヶ月間マリーと一緒にいたため、ライオネックスのことをある程度は知っている。
ゲーム中では廃棄所でカークと再会し、以降カークのサポートをしてくれる。ゲーム中には「キャリーどぇ～す！」と音声合成で喋る。
ライオネックス（LIONEX）
スペースコロニー524号の名前であり、コロニーのマザーコンピューターの名前でもある。マリーの手によって『感情』を与えられたが、マリーに愛情を抱き暴走してしまう。キャリーと同じく音声合成で喋る。

## スタッフ
- プログラム：こまだよしあき
- サウンド・プログラム：竹内昭人
- ゲスト・プログラム：酒井敦史
- コ・プログラム：やまさきよしき
- アート・プログラム：寺尾昌洋
- プログラム・アドバイス：東谷浩明、かわべよしたか、野村雅仁
- ボイス・プログラム：DR.MOZER
- デザイン：長田康之、いわたともひと
- キャラクター・デザイン：もりけん
- デザイン・アドバイス：奥村一晃
- ミュージック：小高直樹
- アシスト：たきなおみ
- マネージャー：吉田喜春
- ボイス：榊原忠義、きんばらようこ
- ボイス・コモン：電通
- プロデューサー：北角浩一

## 評価
- ゲーム誌『ファミコン通信』の「クロスレビュー」では合計23点（満40点）[2]、『ファミリーコンピュータMagazine』の読者投票による「ゲーム通信簿」での評価は以下の通りとなっており、15.74点（満25点）となっている[3]。また、同雑誌1991年5月24日号特別付録の「ファミコンディスクカード オールカタログ」では「スペースコロニー（人工宇宙島）を舞台にしたSF物で、途中、突飛な展開があったりする。サンプリングでしゃべったりしたのが話題になった」と紹介されている[3]。

| 項目 | キャラクタ | 音楽 | お買得度 | 操作性 | 熱中度 | オリジナリティ | 総合  |
| 得点 | 3.30       | 3.09 | -        | 2.77   | 3.38   | 3.20           | 15.74 |

- ゲーム誌『ユーゲー』では、「音声がふんだんに使われているのには驚かされた」、「やたらとコマンドが多くて難易度が高い。が、ラストは、すべてがふっとんでしまうほど感動的」と評している[4]。

## 関連作品
ナゾラーランド 第3号
「ナゾラーBOX おたよりコーナー」に特別ゲストとしてカークが出演し本作の後日譚が語られる。キャリーも「ミス・ナゾラーコンテスト」に進行役としてゲスト出演している。